# Acipenser mikadoi
Acipenser mikadoi је зракоперка из реда Acipenseriformes и фамилије Acipenseridae. 

## Угроженост
Ова врста се сматра угроженом.

## Распрострањење
Ареал врсте је ограничен на мањи број држава. 
Врста је присутна у Русији. За популације у Кини, Кореји и Јапану се верује да су изумрле.

## Станиште
Станишта врсте су морски екосистеми и слатководна подручја. 